# Гайанско-тринидадские отношения
Гайанско-тринидадские отношения — двусторонние дипломатические отношения между Гайаной и Тринидадом и Тобаго. Страны являются членами Карибского сообщества (КАРИКОМ) и имеют морскую границу в Карибском море.

## История
Эти страны объединяет схожая культура, английский язык, религия и то, что ранее они были частью Британской империи. Страны являются членами Содружества наций и КАРИКОМ, ранее их возглавляла королева Елизавета II. 26 мая 1966 года между государствами были установлены официальные дипломатические отношения. В 1970-х годах Тринидад и Тобаго поставлял в кредит нефть Гайане, несмотря на экономический дефицит. В 1970-х годах несколько тысяч гайанцев прибыли на Тринидад и Тобаго в качестве рабочей силы. В 1990-х годах, согласно соглашению с Парижским клубом, Тринидад и Тобаго простил долги Гайаны на сотни миллионов долларов США. 
В 2017 году Гайана открыла свою первую дипломатическую миссию на Тринидаде и Тобаго. В 2018 году страны подписали соглашение о взаимопонимании в области энергетики, чтобы обеспечить дальнейшее сотрудничество в области энергетических потребностей и обмена ресурсами.

## Торговля
В 2017 году Тринидад и Тобаго экспортировал товаров в Гайану на сумму 417 миллионов долларов США, а Гайана поставила продукции в Тринидад и Тобаго на сумму 204 миллиона долларов США.

## Дипломатические представительства
Гайана имеет Верховную комиссию в Порт-оф-Спейне, а Тринидад и Тобаго содержит почётное консульство в Джорджтауне.